# René Toribio
René Toribio, né le 10 décembre 1912 à Lamentin (Guadeloupe) et mort le 27 juillet 1990 dans la même commune, est un homme politique français.

## Biographie
Enseignant de profession, René Toribio s'engage au sein de la SFIO dont il devient un des dirigeants locaux en Guadeloupe. Après un engagement dans l'opposition à Vichy en Guadeloupe, il mène une carrière politique. Il est maire du Lamentin de 1945 à 1971, conseiller général du canton de Lamentin de 1945 à 1967, président du conseil général de 1953 à 1955, avant d'être élu le 26 avril 1959, sénateur de Guadeloupe, fonction qu'il conserve jusqu'au 1er octobre 1968. En mars 1989, il reconquiert la mairie de Lamentin, mais meurt un an plus tard. Son fils José lui succède à la tête de la commune.

## Hommage
- Un buste en bronze de René Toribio est réalisé par le sculpteur Michel Rovelas pour la ville de Lamentin en 1991.
- Le centre aqualudique de Ravine Chaude porte son nom.

## Source
- « Guadeloupe : décès du maire de Lamentin », Le Monde, 29 juillet 1990.